# Szkoła Muzyczna w Czerniowcach
Uczelnia Muzyczna w Czerniowcach (ukr. Чернівецьке музичне училище) – szkoła muzyczna w Czerniowcach. 
Szkołę założono w listopadzie 1940. Do nauki przystąpiło 241 uczniów, a kadra pedagogiczna liczyła 63 osoby. Pracę szkoły przerwały działania wojenne, działalność wznowiono 1 maja 1944. 
W 1986 szkole nadano imię Izydora Worobkiewicza, zaś w 1997 połączono z miejscową szkołą artystyczną, tworząc Szkołę Sztuk Pięknych w Czerniowcach (Чернівецьке училище мистецтв імені Сидора Воробкевича).
W ciągu 60 lat działalności wykształcenie w szkole odebrało 3740 studentów.

## Znani absolwenci (m.in.)
- Sofia Rotaru
- Heorhij Ahratina